# USS Antietam (CV-36)
USS Antietam (CV-36) byla letadlová loď Námořnictva Spojených států, která působila ve službě v letech 1945–1963. Jednalo se o osmnáctou postavenou jednotku třídy Essex (osmou ve verzi s dlouhým trupem).
Byla pojmenována podle bitvy u Antietamu z americké občanské války. Její stavba byla zahájena 15. března 1943 v loděnici Philadelphia Naval Shipyard ve Filadelfii. K jejímu spuštění na vodu došlo 20. srpna 1944, do služby byla zařazena 28. ledna 1945. V roce 1952 byla překlasifikována na útočnou letadlovou loď s označením CVA-36, v prosinci toho roku obdržela při přestavbě jako vůbec první letadlová loď na světě úhlovou letovou palubu. Roku 1953 byla její klasifikace změněna na protiponorkovou letadlovou loď CVS-36. Během své služby se zúčastnila obsazení Japonska na konci druhé světové války a působila také v korejské válce. Od roku 1957 sloužila jako cvičné plavidlo, vyřazena byla 8. května 1963 a o 11 let později byla odprodána do šrotu.